# Ensemble Hauptstraße Teuschnitz

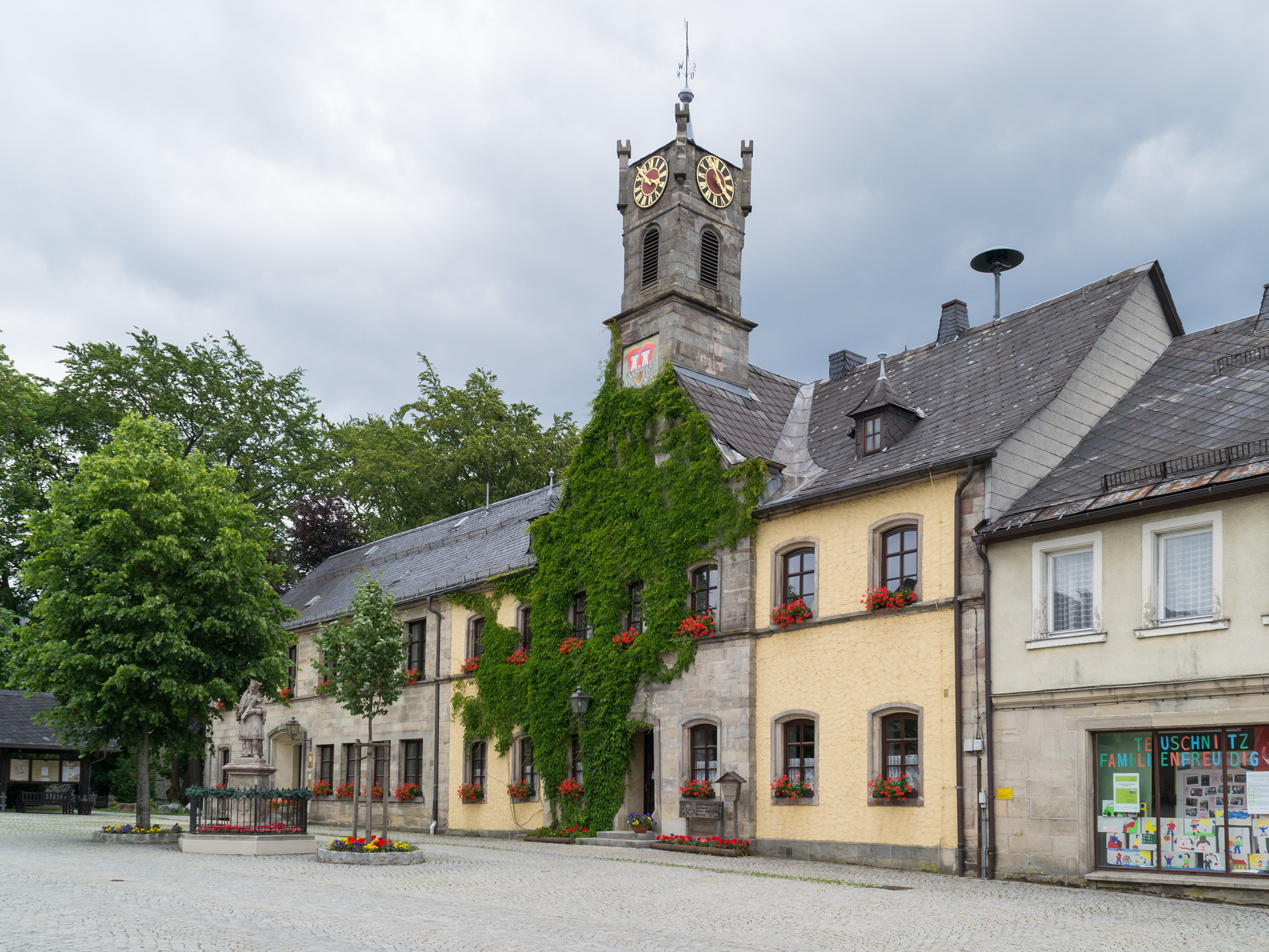
Rathaus in Teuschnitz

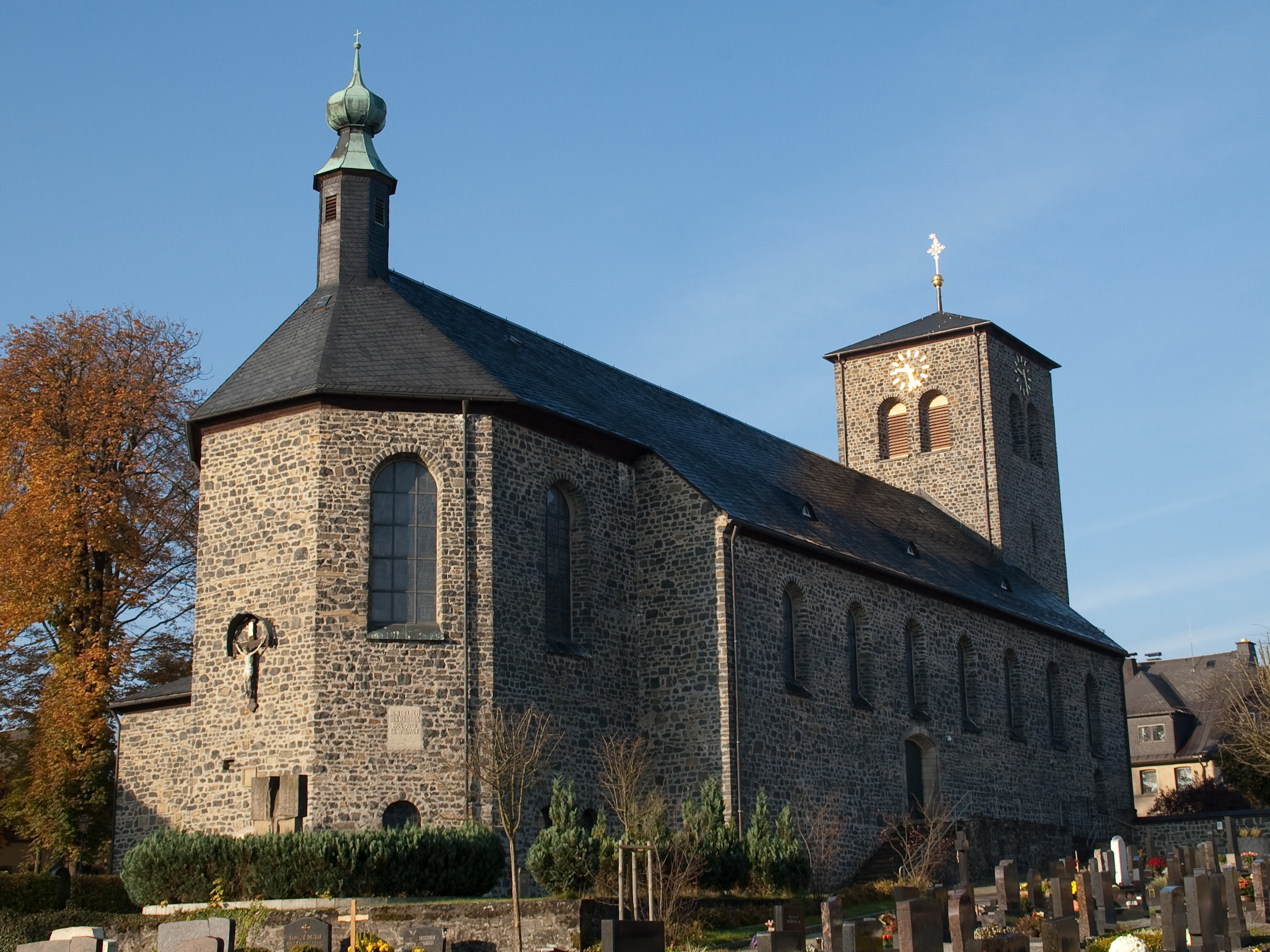
Stadtpfarrkirche Mariä Himmelfahrt

Das Ensemble Hauptstraße in Teuschnitz, einer Stadt im oberfränkischen Landkreis Kronach in Bayern, ist ein Bauensemble, das unter Denkmalschutz steht.
Das Ensemble umfasst die Hauptstraße, die in ihrer Lage der Marktgründung des 14. Jahrhunderts entspricht und eine einheitliche Bebauung aus der Mitte des 19. Jahrhunderts aufweist. Der Straßenzug ist im südlichen Bereich beidseitig, im nördlichen Bereich westseitig mit traufständigen, gegliederten Sandsteinquaderbauten bebaut, die nach dem Stadtbrand von 1844 errichtet wurden. 
Einen besonderen Akzent setzt das 1854 an der platzartigen Erweiterung der Hauptstraße errichtete Rathaus mit Glockenturm und Uhr.
Im Straßenbild dominiert die 1949, anstelle eines Vorgängerbaus, errichtete katholische Pfarrkirche Mariä Himmelfahrt. Die heute als Parkanlage genutzte Freifläche südlich der Kirche entstand vor 1854, als die Reste des ehemaligen Schlosses abgebrochen wurden.

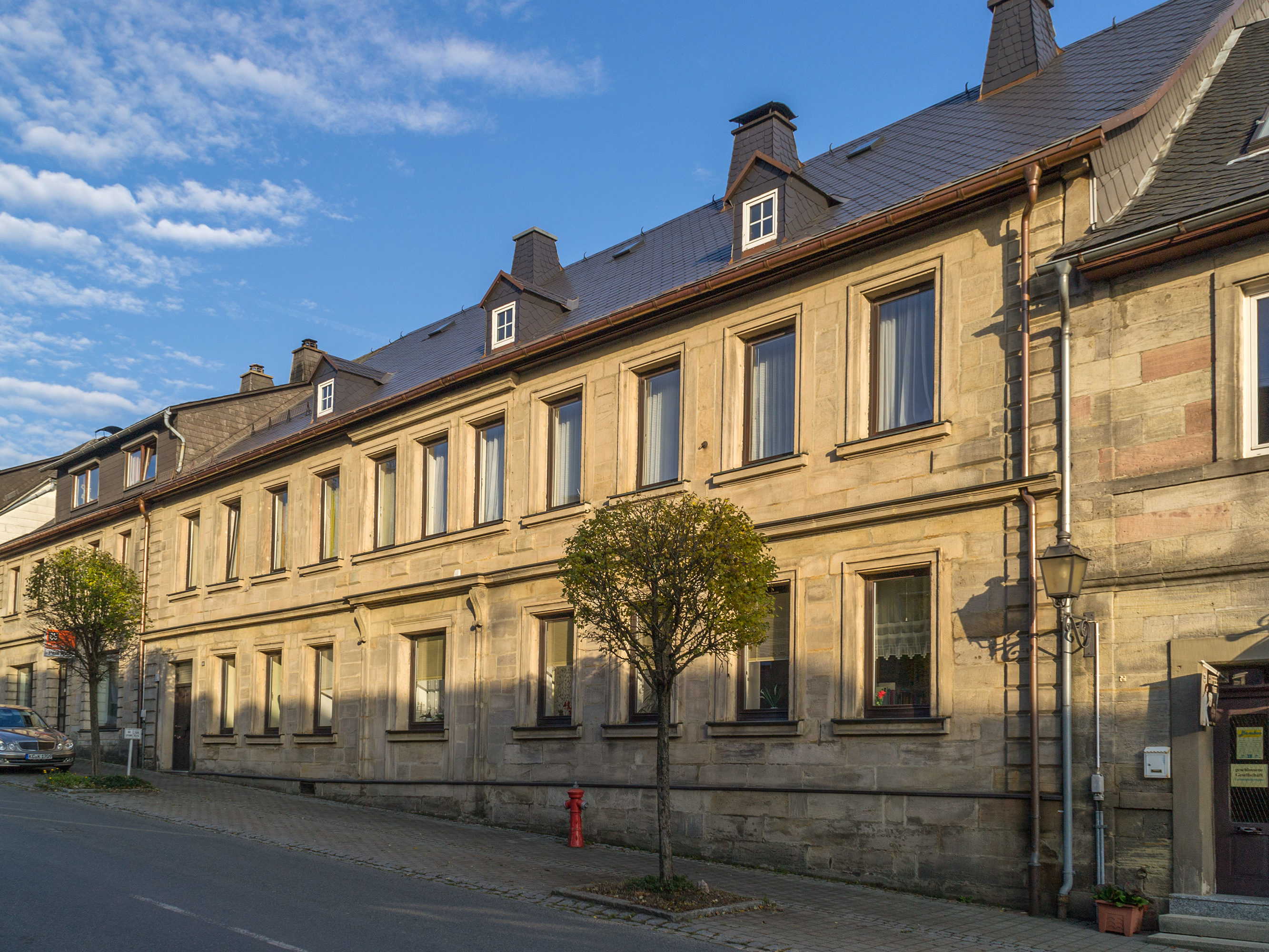
Hauptstraße 18
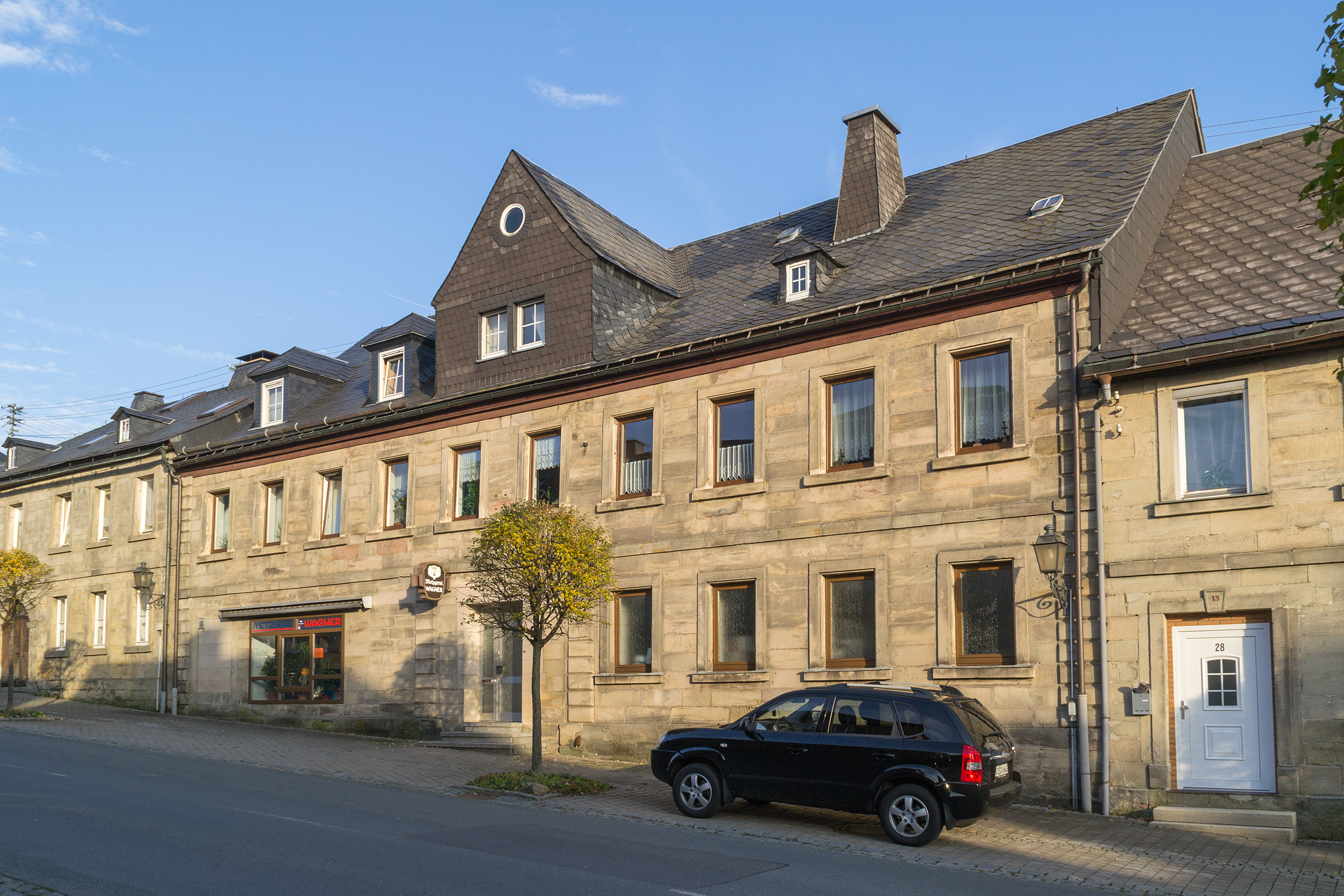
Hauptstraße 30
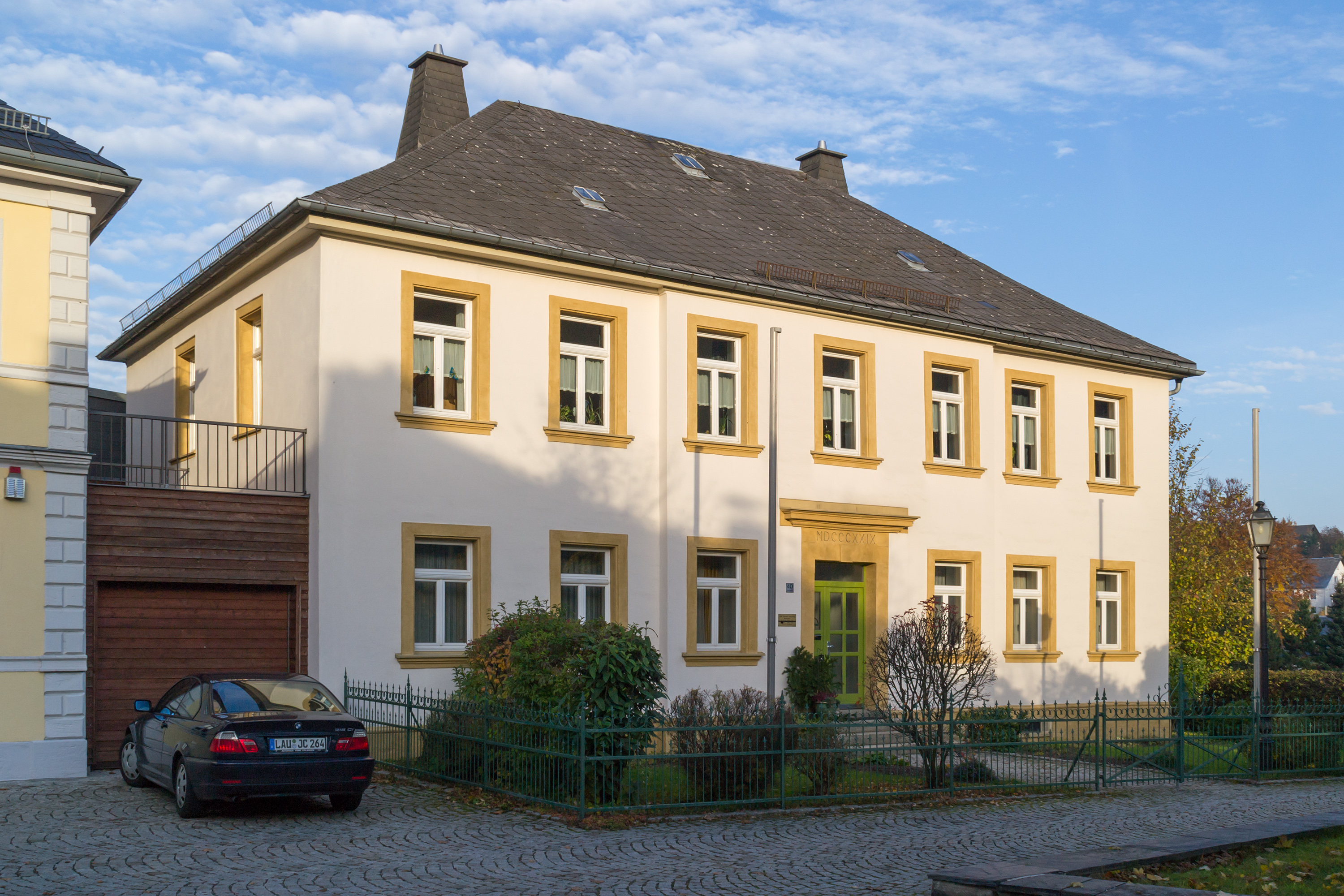
Hauptstraße 40
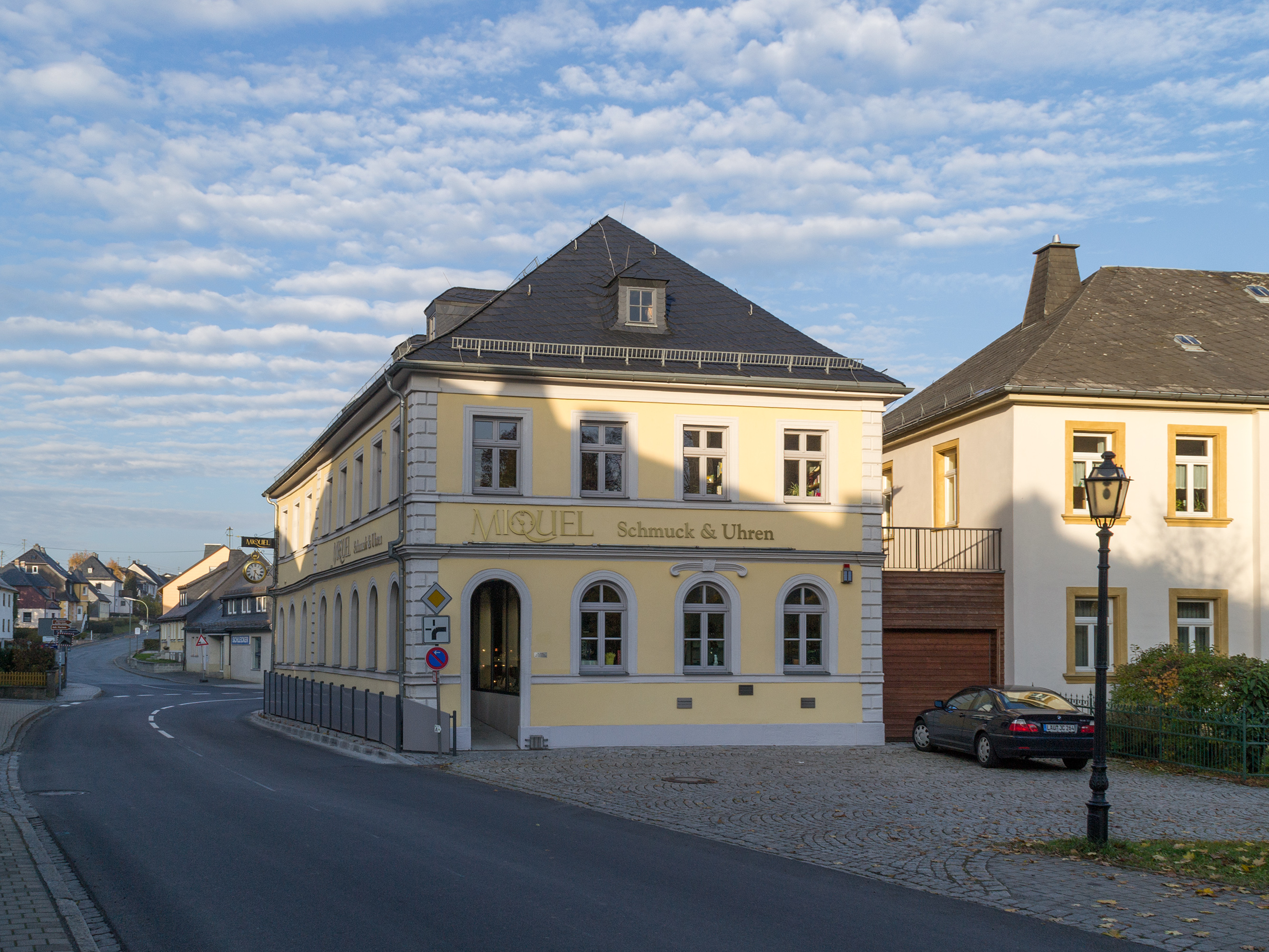
Hauptstraße 42

## Einzeldenkmäler
- Hauptstraße 12 (Wohnhaus)
- Hauptstraße 15 (Wohnhaus)
- Hauptstraße 16 (Wohnhaus)
- Hauptstraße 18 (Wohnhaus)
- Hauptstraße 19 (Gasthaus)
- Hauptstraße 12 (Wohn- und Geschäftshaus)
- Hauptstraße 27 (Wohnhaus)
- Hauptstraße 30 (Wohnhaus)
- Hauptstraße 38 (Rathaus)
- Hauptstraße 40 (Katholisches Pfarrhaus)
- Hauptstraße 42 (Wohnhaus)

Siehe auch: Liste der Baudenkmäler in Teuschnitz